# Eric Klinenberg
Eric M. Klinenberg, né le 14 novembre 1970 est un sociologue américain spécialiste des études urbaines, de la culture et des médias.

## Biographie
Eric Klinenberg est né à Chicago dans une famille d'origine juive tchèque. Il a fréquenté la Francis W. Parker School et obtenu un baccalauréat en 1993, une maîtrise en 1997 et un doctorat de l'Université de Californie, Berkeley en 2000. 
Il est actuellement professeur de sociologie, de politique publique, de médias, de culture et de communication à l'Université de New York, ainsi que rédacteur en chef de la revue Culture publique. 
En 2012, Klinenberg est devenu le directeur de l'Institute for Public Knowledge de l'Université de New York. En 2013, il a été nommé directeur de recherche du concours Rebuild by Design.

## Ouvrages et publications
Le premier livre de Klinenberg, Heat Wave: A Social Autopsy of Disaster in Chicago, a été publié par le University of Chicago Press en 2002 et traduit en français sous le titre Chicago, canicule été 1995
Le livre est un compte rendu et une analyse des conséquences de la vague de chaleur de 1995 à Chicago,. Ce livre a remporté plusieurs prix universitaires, notamment le prix du livre Robert Park de l'American Sociological Association, le prix du meilleur livre de l'Association des affaires urbaines, le prix du livre de la British Sociological Association, le prix du livre Mirra Komarovsky et une mention honorable pour le prix C. Wright Mills, et a été une sélection de livres préférés par le Chicago Tribune. Une adaptation théâtrale du livre a été créée à Chicago en 2008.
En plus de ses livres et articles scientifiques, Klinenberg a contribué à The New York Times Magazine, Rolling Stone, The London Review of Books, The Nation, The Washington Post, Mother Jones, The Guardian, Le Monde diplomatique, Slate, Playboy, l’émission de radio This American Life et l’émission de télévision Temps réel avec Bill Maher.
À l'occasion de la pandémie de Covid-19, plusieurs médias se sont intéressés aux apports de ses travaux pour comprendre la solitude dans les sociétés modernes,,.

### Livres
- Birgit Br; er Rasmussen; Eric Klinenberg; Irene J. Nexica; Matt Wray, éds. (2001). La fabrication et la suppression de la blancheur. Duke University Press  (ISBN 978-0-8223-2740-0).
- Klinenberg, Eric (2003). Vague de chaleur: une autopsie sociale d'une catastrophe à Chicago. Presse de l'Université de Chicago  (ISBN 978-0-226-44322-5).
- Klinenberg, Eric (2005). Production culturelle à l'ère numérique (Volume 597 des Annales de l'Académie américaine des sciences politiques et sociales). Publications SAGE  (ISBN 978-1-4129-1689-9).
- Klinenberg, Eric (2008). Fighting for Air: la bataille pour contrôler les médias américains. Macmillan  (ISBN 978-0-8050-8729-1).
- Klinenberg, Eric (2012). Going Solo: L'ascension extraordinaire et l'attrait surprenant de vivre seul. Manchot  (ISBN 978-1-101-55980-2).
- Klinenberg, Eric (2018). Palais pour le peuple: comment l'infrastructure sociale peut aider à lutter contre les inégalités, la polarisation et le déclin de la vie civique. Groupe d'édition de la Couronne  (ISBN 9781524761165).
- Aziz Ansari et Eric Kinenberg (2015) Modern Romance: An Investigation. Penguin Press  (ISBN 978-1-59420-627-6) ; Edition française, Modern Romance  Date de parution 17 mai 2017 ; Éditeur Hauteville Editions  (ISBN 979-10-93835-17-4).

### Essais et journalisme
- Klinenberg, Eric (août 1997) « Autopsie d’un été meurtrier à Chicago » Le Monde diplomatique. https://www.monde-diplomatique.fr/1997/08/KLINENBERG/4885
- Klinenberg, Eric (7 janvier 2013). « Département d'urbanisme: adaptation » . Le New Yorker. 88(42): 32–37. Récupéré le 24 octobre 2014.
- Klinenberg, Eric (8 septembre 2018). « Pour restaurer la société civile, commencez par la bibliothèque » . New York Times.